# Recloses
Recloses är en kommun i departementet Seine-et-Marne i regionen Île-de-France i norra Frankrike. Kommunen ligger i kantonen La Chapelle-la-Reine som tillhör arrondissementet Fontainebleau. År 2022 hade Recloses 624 invånare.

## Befolkningsutveckling
Antalet invånare i kommunen Recloses
| Referens: INSEE |